# Roko Blažević
Roko Blažević (født 10. marts 2000), også kendt som Roko, er en kroatisk popsanger. Han skal repræsentere Kroatien på Eurovision Song Contest 2019 med sangen "The Dream", efter at have vundet Dora 2019.